# Low (альбом Девіда Бові)
Low — одинадцятий студійний альбом британського музиканта Девіда Бові, виданий 1977 року, який небезпідставно вважають однією з найважливіших та вагомих його робіт. Low став першим у так званій «Берлінській Трилогії», всі альбоми якої були написані у співпраці з Брайаном Іно у Берліні (хоча насправді альбом був записаний, переважно, у Франції, в Західному Берліні він був лише зведений). Авангардистські, експериментальні розробки, початі з цим альбомом, було продовжено у двох наступних роботах музиканта, альбомах "Heroes" та Lodger. Робочою назвою альбому було «New Music Night and Day».

## Список композицій
Автор слів Девід Бові, автор музики Девід Бові, якщо не зазначено інше. 
| Перша сторона | Перша сторона                     | Перша сторона                     | Перша сторона |
| #             | Назва                             | Автор музики                      | Тривалість    |
| ------------- | --------------------------------- | --------------------------------- | ------------- |
| 1.            | «Speed of Life»                   |                                   | 2:46          |
| 2.            | «Breaking Glass»                  | Бові, Денніс Девіс, Джордж Мюррей | 1:52          |
| 3.            | «What in the World»               |                                   | 2:23          |
| 4.            | «Sound and Vision»                |                                   | 3:05          |
| 5.            | «Always Crashing in the Same Car» |                                   | 3:33          |
| 6.            | «Be My Wife»                      |                                   | 2:58          |
| 7.            | «A New Career in a New Town»      |                                   | 2:53          |

| Друга сторона | Друга сторона   | Друга сторона   | Друга сторона |
| #             | Назва           | Автор музики    | Тривалість    |
| ------------- | --------------- | --------------- | ------------- |
| 1.            | «Warszawa»      |                 | 6:23          |
| 2.            | «Art Decade»    | Бові, Браян Іно | 3:46          |
| 3.            | «Weeping Wall»  |                 | 3:28          |
| 4.            | «Subterraneans» |                 | 5:39          |